# Magomed Schachidov
Magomed Elim Sultanovic Schachidov (* 27. September 1994 in Argun, Tschetschenien) ist ein deutscher Boxer.

## Amateurkarriere
Schachidov begann beim TSV 1860 München mit dem Boxsport und bestritt seinen ersten Kampf 2012. 2017 wurde er Deutscher Meister im Weltergewicht und 2018, nach weiteren Erfolgen im In- und Ausland, in die Nationalmannschaft einberufen. Seine neue Trainingsstätte wurde der Olympiastützpunkt Rhein-Neckar in Heidelberg. Zudem boxte er für den BC Straubing und BSK Hannover-Seelze in der Bundesliga.
2019 nahm er an den Europaspielen in Minsk teil, wo er in der Vorrunde gegen Adem Fetahović ausschied. 2021 und 2022 wurde er jeweils Deutscher Meister im Halbmittelgewicht und darüber hinaus beide Male als Bester Kämpfer des Turniers ausgezeichnet.
Bei der Weltmeisterschaft 2021 in Belgrad gewann er in den Vorrunden gegen Albert Mengue und Miroslav Kapuler, ehe er im Achtelfinale gegen Aslanbek Schymbergenow ausschied. 2022 gewann er eine Bronzemedaille bei der Europameisterschaft in Jerewan, als er nach Siegen gegen Michal Takács und Eskerchan Madijew, erst im Halbfinale knapp mit 2:3 gegen Garan Croft unterlag. Im September 2022 betrug seine Kampfbilanz 170 Kämpfe mit 147 Siegen.
Bei den Europaspielen 2023 in Krakau unterlag er im Viertelfinale gegen Tuğrulhan Erdemir und bei den Olympischen Spielen 2024 in Paris gegen Tiago Muxanga.

### Auswahl int. Turnierergebnisse
- November 2023: 1. Platz beim Tammer-Turnier in Finnland[13]
- Februar 2023: 2. Platz beim Bocskai Tournament in Ungarn[14]
- November 2022: 1. Platz beim Cologne Boxing World Cup in Deutschland[15]
- April 2022: 1. Platz beim Golden Belt Tournament in Rumänien[16]
- April 2022: 2. Platz beim Grand Prix Ústí nad Labem in Tschechien[17]
- September 2021: 1. Platz beim Chemiepokal in Deutschland[18]
- März 2021: 1. Platz beim Cologne Boxing World Cup in Deutschland[19]
- April 2019: 3. Platz beim Cologne Boxing World Cup in Deutschland[20]
- Juni 2018: 3. Platz beim Chemiepokal in Deutschland[21]
- März 2018: 3. Platz beim Feliks Stamm Tournament in Polen[22]